# Derrick de Kerckhove
Derrick de Kerckhove és un professor universitari candadenc. Ha estat director del Programa McLuhan sobre Cultura i Tecnologia i professor del Departament de Francès de la University of Toronto. Va ser associat del Centre for Culture and Technology des del 1972 fins al 1980 i va col·laborar amb Marshall McLuhan durant més de deu anys com a traductor, ajudant i coautor. Ha editat Understanding 1984 (UNESCO, 1984) i coeditat juntament amb Amilcare Iannucci McLuhan e la metamorfosi dell'uomo (Bulzoni, 1984). The Skin of Culture (Somerville Press, 1995) és una col·lecció d'assajos sobre la nova realitat electrònica que va estar inclòs en la llista de títols més venuts a Canadà durant diversos mesos. A Connected Intelligence (Somerville, 1997) va presentar la seva investigació sobre els nous mitjans de comunicació i la cognició. El seu llibre més recent, The Architecture of Intelligence, es va publicar primer en neerlandès, al desembre de 2000, i més tard en anglès, italià i alemany, el 2001.